# Forcipomyia ocrearum
Forcipomyia ocrearum är en tvåvingeart som beskrevs av Debenham 1987. Forcipomyia ocrearum ingår i släktet Forcipomyia och familjen svidknott. Inga underarter finns listade i Catalogue of Life.